# James Feast
William James "Jim" Feast CBE FRS (25 de junho de 1938) é um químico britânico.